# Трапш, Михаил Мамедович
Михаил Мамедович Трапш (абх. Ҭраԥшь Михаил Мамеҭ-иԥа; 10 октября 1917, Куланурхва — 24 февраля 1968, Сухуми) — советский учёный, первый абхазский археолог, кандидат исторических наук, профессор.

## Биография
Родился 10 октября 1917 года в селе Куланырхуа Российской империи (ныне — Гудаутский район Абхазии) в крестьянской семье.
Окончив семь классов Гудаутской школы и Гудаутский сельскохозяйственный техникум, в 1935 году поступил в Сухумский государственный педагогический институт (ныне Абхазский государственный университет), который окончил с отличием в 1939 году. По его окончании был призван в ряды Советской Армии — служил в Крыму, в городе Симферополе. Во время службы началась Великая Отечественная война, и Михаил был направлен на фронт. В бою под Ленинградом получил тяжелое ранение. После выздоровления работал в военном училище, подготавливая снайперов. Член ВКП(б)/КПСС с 1942 года.
В 1949 году Трапш окончил аспирантуру при Институте истории, археологии и этнографии имени И. А. Джавахишвили Академии наук Грузинской ССР и начал работать в Абхазском научно-исследовательском институте имени Д. И. Гулиа этой же академии наук. В 1957 году он защитил кандидатскую диссертацию на тему «Куланурхвинский древний могильник», которая в 1961 году была издана в переработанном и расширенном виде отдельной монографией под названием «Памятники колхидской и скифской культур в селе Куланурхва Абхазской АССР».
С 1962 года Трапш руководил отделом археологии Абхазского научно-исследовательского института, одновременно читая лекции в Сухумском государственном педагогическом институте. Участвовал в археологических экспедициях и раскопках в Сухуме, Новом Афоне, Пицунде и других местах.
Наряду с педагогической, Трапш занимался общественной деятельностью — избирался членом пленума Сухумского городского комитета партии и депутатом Сухумского городского Совета депутатов трудящихся. С момента основания Абхазского совета Грузинского общества охраны памятников культуры он был членом его президиума и участвовал во всех мероприятиях по охране памятников Абхазии.
Умер от инфаркта 24 февраля 1968 года. Был похоронен в пантеоне на Сухумской горе.
В экспозиции Абхазского государственного музея имеются экспонаты, собранные выдающимся абхазским археологом. В его честь в 2001 году в Абхазии была выпущена почтовая марка.

### Личная жизнь
Трапш был дважды женат. Его вторая жена, Валентина Григорьевна, участвовала в археологических раскопках мужа.

## Награды
- Заслуженный деятель науки Абхазской АССР (1967)[2].